# Mankapur
Bareli (hindi मनकापुर) – miasto w północnych Indiach w stanie Uttar Pradesh, na Nizinie Hindustańskiej.
Populacja miasta w 2001 roku wynosiła 8865 mieszkańców.